# بورتو فرانكو
بورتو فرانكو بلدية في ولاية مارانهاو في المنطقة الشمالية الشرقية من البرازيل.